# Muzealizacija
Muzealizacija je proces u kome se predmeti i uz njih vezane osobine i ideje prenose iz primarnog (životnog ili živućeg) ili arheološkog (stabilnog ili nestabilnog) konteksta u muzeološki kontekst. Zbog tih karakteristika muzealizacija je „živ ”ili dinamičan proces, koji ne prestaje činom prenosa predmeta iz konteksta u kontekst, već se u njenim okvirima šire domeni tumačenja predmetnog sveta i uspostavljaju odnosi sa mogućim nivoima međusobne povezanosti muzeološkog i primarnog konteksta.

## Kulturna baština
Kulturna baština je baština ljudi, bliže određena atributom kulturni. Ona je nešto što su ostavili ili baštinili nečiji preci ili ostatak prošlosti, kao značajka, kultura, tradicija i sl., koja se prenosi na kasnije naraštaje. U tom smislu kulturna baština je „zbir celina, predmeta ili ideja koji su se sačuvali iz prošlosti da bi učestvovali u određivanju identiteta različitih društvenih grupa (kontinenata, naroda, regija, gradova, rodova, porodica i sl.) u bilo kojoj od mogućih sadašnjosti”.

## Muzej kao baštinska ustanova
Muzeji kao baštinske ustanove na globalnom nivou namenjene su da na osnovu opšteg sistema vrednosti generišu, ponekad složene procese očuvanja ljudskog pamćenja, koji podrazumeva individualizaciju vrednosti svedočanstva u značenjski bogatim predmetima, koji su u nekoj razdoblju čovečanstva (koje više nema ili upravo ističe) bili glavni predstavnici vrste ili roda.
Muzeji kao javne institucije, počev od sredine 19. veka, bile su vrlo prihvatljiv načinin učvršćivanja nacionalne ideje neke zemlje ili naroda. Poslednjih 25 godina u svojoj nedugoj istoriji, muzeji sve više postaju javna atrakcija, ponekad i svojim izgledom, kakav je npr. izgled Kanadskog muzeja ljudskih prava u Vinipegu, u ovom slučaju samo zbog svoje ljušture koja više impresionira arhitektonskim izgedom nego sadržajem artefakata. Ta prestižna arhitektonska rešenja javljaju se u razvijenim zemljama sveta kao zdanja koja već svojim izgledom pokrivaju onaj deo značenja reči muzej koji upućuje na ekskluzivnost postavki koje koketiraju sa posetiocima. 
Muzej kao institucija ima svuda u svetu ponekad takvo istorijsko nasleđe koje može ponekad da se instrumentalizacije. Svejedno ko ga je upotrebljavao ili kome je muzej služio, bez obzira da li su to bili uzvišeni nacionalni interesi ili neumoljivi ekonomski zahtevi, muzej je kao institucija priznavao svoju povodljivost.

## Istorija
Muzealizacija se kao proces razvila sredinom druge polovine 20. veka, kada su srednjoevropski muzeolozi prepoznali i na teoretskom nivou je defininisli kao muzeološki proces, „kojim svet, prvenstveno materijalne kulture, čovekovom voljom prelazi iz jedne u drugu sredinu”.
Od najranijih vremena za čoveka je skupljanje, čuvanje i izlaganje predmeta u zbirkama činilo osnovu procesa kolekcionarenja, koji je kasnije nazvan  muzealizacijom. Iz različitih su razloga zanimljivi, retki odabrani ili vredni predmeti odvajani u zbirke. A način i svrha upotrebe tih predmeta varirala je od istorijskog razdoblja do mesta prikupljanja, od društvene zajednice do društvene zajednice. Pri tome su motivi sabiranja, odnosno selekcije i izdvajanja iz uporabnog sveta, važile prvo za grčke antičke riznice (uz  antičke hramove), a zatim i za hrišćanske manastirske (samostanske) ili crkvene riznice u srednjem veku. Da bi tek u period renesanse u Italiji, bila poprvi put uspostavljena veza između reči i pojma muzej i muzejska zbirka, u kojima je vrednost retkosti bio jedan od dominantnih kriterijuma izbora. Tokom 16. i 17. veka izbor predmeta za zbirke bio pod je uticajem manirizma, umetničkog pravca i „pogleda na svet u kojem su se prožimali stvarnost i simbolika, uz uočljivu sklonost ka bizarnom”.
Istorija muzeologija otkriva i veliko bogatstvo i različitost muzealizacije pokretne kulturne i prirodne baštine. Pa se tako npr. u Evropi, tokom vekova menjaju nastojanja za izdvajanje predmeta materijalnog sveta iz njihovog primarnog ili arheološkog konteksta u muzejski kontekst. U tim procesima bile su stano prisutne dve osnovne činjenice:
Prva — primena aktualnih objektivnih i subjektivnih kriterijuma za odabir predmeta koji će ući u zbirke. U tom odabiru iz „privatne delatnosti baštinjenja potvrđivan je identitet zajednice, a njegovi legitimiteti nalaženi su u predmetima starih kolekcija.”
Druga — postojanje formalnih i neformalnih, institucionalizovanih i neinstitucionalizovanih zbirki ili muzejskih fundusa u kojima su se predmeti čuvali i razgledavali, bez obzira na njihovo relativno vreme trajanja i podložnosti konceptualnim i društvenim promenama koje su uticale na njihovo postojanje, fizionomiju i dimenziju.

### Činioci koji su uticali na muzealizaciju
Na karakter muzealizacije u pojedinim istorijskim razdobljima, ali i u različitim društvenim i topografskim okolnostima, često puta je uticala snažno izražena dinamičnost zbirki.
U novije vreme, obveza javnog iskazivanja muzejskog poslanja za muzeje i javne zbirke u mnogim zemljama, utiče na aktualn ulazno — izlazni procesa muzealizacije. Dok muzejski principi na svoj način:
- sa jedne strane ograničavaju raspon odabira predmeta koji će ući u proces muzealizacije, a:
- sa druge usmeravaju aktualizaciju muzejske građe u nastojanju izlaganja vrednosti i poruka koje ona u sebi čuva.

Prema ovim postavkama sabiranje i izlaganje (da prezentaciju svedemo na klasični oblik muzejske komunikacije) aktivno se i usmereno uključuje u izlazni proces muzealizacije. Muzejsko postojanje time postaje snažan i javnosti dostupan faktor u aktualnim procesima muzealizacije, vezane uz muzeje i organizovane privatne zbirke.

## Perspektive
U procesu muzealizacije treba neprestano imati u vidu da, kroz istoriju ona nije imuna na negativne uticaje bez obzira što sve više razvija svest o kulturnoj baštini, kao bitnom kulturnom elementu. Ti uticaji deluju kao spoljašnji destruktivni faktor, bilo da su oni prirodni i materijalni ili duhovni. 
| „ | Muzealizacija, tako prenesena na kompleks kulturne baštine u celini, donekle menja svoje osobine i iz sfere zatvorenog muzeološkog konteksta muzeja i njima srodnih institucija prevodi u fleksibilnije i o aktualnom životu zavisne kontekste suživota kulturne baštine i aktualnog savremenog sveta. U tom novom kontekstu postoji niz otvorenih pitanja, koja će svoje rešenje naći u budućnosti, uz ravnomerni rast muzeološke teorije i njene aktualizacije u životu. | ” |

## Literatura
- Maroević, I. (2005). Prostor kao nositelj memorije/Space as the Bearer of Memory, u: Zbornik radova Međunarodnog simpozija/ Collected Papers International Symposium Autentičnost i memorijalna mjesta: problemi, potencijali, izazovi/Authenticity and Places of Memory: Problems, Potentials and Challenges, Kumrovec, 4—8. 6. 2003.“, 16-29.
- Kirshenblatt-Gimblett, B. (1998). Destination Culture - Tourism,Museums, and Heritage, University of California Press, Berkeley, LosAngeles, London.
- Kundera, M. (2000). Nepodnošljiva lakoća postojanja, Meandar, Zagreb(original 1984).
- van Mensch, P. (1989). Museology as a Scientific Basis for the Museum Profession, u: Professionalising the Muses (Ed. P, van Mensch), AHA Books, Amsterdam, 85-96.
- van Mensch, P. (1992). Towards a Methodology of Museology, rukopis, doktorska disertacija, Filozofski fakultet Sveučilišta u Zagrebu, Zagreb,
- Toth, Ž. (2003). Churchillov bunker - Karta iz Jalte kao tapeta (ATRAKCIJE Otkriva se još devet soba podzemnog skloništa britanske vlade), Večernji list, Zagreb, 6. 4. 2003. Prilog „Spektar“, br. 14, pp. 24-25.
- J. Clair: 1974. Erostrate ou le mussée en question, Revue d‘Estetique, 3-4, citirano u prevodu Branimira Stojkovića: Žan Kler, Herostrat ili muzej pod znakom pitanja, Kultura (Zavod za proučavanje kulturnog razvitka), 41 (Beograd 1978), 29-43.
- P. Sloterdijk: 1983. Kritik der zynischen Vernunft, Surkamp Verlag, Frankfurt am Main, citirano u prevodu Borisa Hudoletnjaka: Kritika ciničkog uma, Zagreb 1992. (Globus).

## Spoljašnje veze
Mediji vezani za članak Muzealizacija na Vikimedijinoj ostavi